# Zéro Complexe
Pour plus de détails, voir Fiche technique et Distribution.
Zéro Complexe (Phat Girlz) ou encore L'Amour sur mesure au Québec est un film américain réalisé par Nnegest Likké, sorti en 2006.

## Synopsis
Dans un monde où la minceur est une religion, Jazmin Biltmore a du mal à se sentir à l'aise. Avec ses formes aussi généreuses que ses sentiments, cette jeune styliste se bat chaque jour contre les discriminations. Avec humour, elle et son amie Stacey essaient d'imposer leur style dans un univers dessiné pour les poupées filiformes.
Lorsque Jazmin rencontre Tunde, elle n'ose pas y croire. Loin de tous les clichés habituels, l'homme de ses rêves est fou de ses rondeurs. Pour Jazmin, c'est le début d'une aventure aussi réjouissante qu'émouvante vers le bonheur...

## Fiche technique
- Titre : Zéro Complexe
- Titre original : Phat Girlz
- Réalisation : Nnegest Likké
- Scénario : Nnegest Likké
- Producteur : Robert F. Newmyer, Steven J. Wolfe, Steven Imes et Michael Glassman
- Musique : Stephen Endelman
- Budget : 3 000 000 $
- Genre : comédie
- Pays d'origine : États-Unis
- Langue : anglais
- Durée : 99 minutes
- Dates de sorties :
  - États-Unis et Canada : 7 avril 2006
  - France : 4 octobre 2006

## Distribution
- Mo'Nique : Jazmin Biltmore
- Jimmy Jean-Louis : Tunde Jonathan
- Kendra C. Johnson : Stacey
- Dayo Ade : Godwin
- Godfrey L : Akibo
- Joyful Drake : Mia
- Chet Anekwe : médecin Nigérian
- Raven Goodwin : Jazmin Biltmore (enfant, à 13 ans)